# هلن کرادرز
هلن کرادرز (انگلیسی: Helen Carruthers؛ زادهٔ ۱۸۹۲ - درگذشته ۱۹۲۵) یک هنرپیشه اهل ایالات متحده آمریکا است.

## گزیده فیلمشناسی
از فیلم‌ها یا برنامه‌های تلویزیونی که وی در آن نقش داشته‌است می‌توان به آثار زیر اشاره کرد.
- سرگرمی مورد علاقه‌اش (۱۹۱۴)
- مانده در باران (۱۹۱۴)
- روز شلوغ میبل (۱۹۱۴)
- گاز خنده (فیلم ۱۹۱۴) (۱۹۱۴)
- مرد مال‌دوست (۱۹۱۴)
- تفریح (فیلم) (۱۹۱۴)
- مبدل‌پوش (فیلم ۱۹۱۴) (۱۹۱۴)
- حرفه تازه او (۱۹۱۴)
- قماربازان (۱۹۱۴)
- سرایدار جدید (۱۹۱۴)
- رنج‌های عشق (۱۹۱۴)
- آقای جسور (۱۹۱۴)
- پیشه موسیقایی او (۱۹۱۴)
- محل ملاقاتش (۱۹۱۴)
- عشق جریحه‌دارشده تیلی (۱۹۱۴)
- آشنایی (فیلم) (۱۹۱۴)
- گذشته ماقبل تاریخی او (۱۹۱۴)